# آدم كلايتون (عازف باس)
آدم كلايتون (بالإنجليزية: Adam Clayton) (و. 1960  م) هو عازف بيس، وكاتب أغاني بريطاني، يستخدم آلات غيتار البيس، وقيثارة، بدأ مشواره المهني سنة 1976، هو عضوٌ في يو تو.

## التعليم
تعلم في St Columba's College, Dublin ‏
.

## جوائز
حصل على جوائز منها:

Officer of the Order of Liberty ‏

## وصلات خارجية
- آدم كلايتون على موقع IMDb (الإنجليزية)
- آدم كلايتون على موقع الموسوعة البريطانية (الإنجليزية)
- آدم كلايتون على موقع ألو سيني (الفرنسية)
- آدم كلايتون على موقع ميوزك برينز (الإنجليزية)
- آدم كلايتون على موقع رولينغ ستون (الإنجليزية)
- آدم كلايتون على موقع أول موفي (الإنجليزية)
- آدم كلايتون على موقع قاعدة بيانات برودواي على الإنترنت (الإنجليزية)
- آدم كلايتون على موقع قاعدة بيانات الأفلام السويدية (السويدية)
- آدم كلايتون على موقع إن إن دي بي (الإنجليزية)
- آدم كلايتون على موقع أول ميوزيك (الإنجليزية)